# Arie van Geest
Arie van Geest (Maasland, 10 april 1948) is een Nederlands beeldend kunstenaar, actief als figuratief schilder, graficus, tekenaar, en docent aan de Willem de Kooning Academie te Rotterdam. Hij woont en werkt afwisselend in Rotterdam en in Availles-Limouzine aan de rivier de Vienne. Veel van zijn werk is geïnspireerd op literatuur, in het bijzonder op Alice's Adventures in Wonderland.

## Biografie
Van Geest groeide op in Maasland, als zoon van een fruitkweker en de oudste van zes kinderen. Op vierjarige leeftijd leert hij zichzelf lezen. De Sprookjes van Grimm, Alleen op de wereld, Blauwbaard en de Don Quichot in stripvorm onthullen een fantasiewereld, die van grote invloed zal zijn op zijn toekomstige schilderkunst.
Van Geest volgde de mulo in Maassluis, en deed in 1965 toelatingsexamen voor de kunstopleiding - afdeling publiciteit - aan de Academie voor Beeldende Kunsten te Rotterdam. Na het eerste jaar mocht hij alleen door als hij naar de richting TSO (Tekenen, Schilderen en Ontwerpen) overstapt. In het derde jaar krijgt hij Klaas Gubbels als docent, die hem adviseert te schilderen wat hij denkt en niet dat wat hij ziet. In zijn afstudeerjaar in 1969 ontving hij de Maaskantprijs, een aanmoedigingsprijs voor de meest veelbelovende student. Zijn eindexamen wordt bekroond met de Drempelprijs. 
In 1973 kreeg hij in het Tilburg's Cultureel Centrum uit handen van Koningin Juliana de Koninklijke Prijs voor Vrije Schilderkunst. In 1975 won hij in Den Helder deze prijs voor de tweede keer.
Zijn werk bevindt zich o.a. in de collecties van het Stedelijk Museum, Amsterdam, het Rijksmuseum Vincent van Gogh, Amsterdam, Museum Boijmans van Beuningen, Rotterdam, Kunstmuseum, Den Haag, Stedelijk Museum, Schiedam, Museum MORE, Gorssel, Museum Jan Cunen, Oss, Landesmuseum, Oldenburg en het Frissiras Museum in Athene.
Van 1976 tot 2005 was van Geest docent aan de Willem de Kooning Academie.

## Inspiratiebronnen
- Alice's Adventures in Wonderland, Lewis Carroll.
- Les chants de Maldoror, Comte de Lautréamont.
- Vrijdag, of Het andere eiland, Michel Tournier.
- Het boek der rusteloosheid, Fernando Pessoa.
- Bambi, Eine Lebensgeschichte aus dem Walde, Felix Salten.
- Blonde on Blonde, Bob Dylan.

## Exposities
- 1969. Salon van de Maassteden, Stedelijk Museum, Schiedam. (groep)[9]
- 1972. Galerie Balans, Amsterdam.[10]
- 1973. Een hommage aan de derde Marguerite, Galerie Delta, Rotterdam.
- 1974. Galerie Balans, Amsterdam[11]
- 1975. Galleria del Naviglio, Milaan.
- 1975. Bildende Künstler aus den Niederlanden, Kunstpalast, Düsseldorf. (groep)
- 1977. FIAC'77, Paris, Galerie Delta, Rotterdam.
- 1977, 1980. Galerie Delta, Rotterdam.[12][13]
- 1981. Malerischer Realismus, Landesmuseum Oldenburg. (groep)
- 1981. Galerie Marquis, Vlissingen.[14]
- 1982. Galleria del Naviglio, Milaan.
- 1984. Kunst uit Rotterdam, Museum Boijmans van Beuningen, Rotterdam. (groep)
- 1985. Confrontatie, Arie van Geest - Willem Lefeber, Stedelijk Museum Het Prinsenhof, Delft.
- 1986. Tableau Mourant, Kunstmuseum, Den Haag.
- 1986. Verover het beeld, Gemeentelijk Museum Jan Cunen, Oss. (groep)
- 1987. Tableau Mourant, Rijksmuseum Vincent van Gogh, Amsterdam.[15]
- 1988. Rotterdam Retrospectief Beeldende Kunst na 1940. Museum Boijmans van Beuningen, Rotterdam. (groep)
- 1990. Hommage aan Frida Kahlo, Galerie Delta, Rotterdam. (groep)
- 1995. Galerie Wansink, Roermond.
- 1997. Deltawerken-35 jaar Galerie Delta Rotterdam, De Kunsthal, Rotterdam. (groep)
- 2001. Desolation Row, Livingstone gallery, Den Haag.[16]
- 2007. Visible Absence, Galerie Willy Schoots, Eindhoven.
- 2008. The New Force of Painting, Frissiras Museum, Athene. (groep)
- 2008. Harbor Lights, GAD Gallery, Oslo. (groep)
- 2011. Alice (high, low and in between), Galerie Willy Schoots, Eindhoven.
- 2016. De geest van Zekveld, Galerie Delta (met werk van Jacob Zekveld), Rotterdam.
- 2017. The Broken Promised Land, Livingstone gallery, Den Haag.
- 2019. De Louvre opstelling, Walgenbach Art & Books, (met Klaas Gubbels), Rotterdam.

## Receptie
In 1969 debuteerde van Geest met een solo-expositie in Galerie CCC aan de Hoogstraat in Rotterdam met een selectie schilderijen, etsen en gouaches. Over dit werk schreef Bertus Schmidt in Het Vrije Volk een lovende kritiek: 
Deze jongeman ontpopt zich als een tekenende schilder, wiens doeken iets weg hebben van de cartoon door het sterk verhalende element en zijn neiging om verschillende gebeurtenissen op een en hetzelfde vlak samen te brengen. In een volslagen denkbeeldige ruimte laat hij zijn fantasie de vrije teugel. Karikaturale mannetjes. en vrouwtjes, toestellen, wagentjes en beestjes worden vaak zonder enige relatie met elkaar te hebben in een campositie verenigd, meestal in een landschappelijke* omgeving, maar hij betrekt ook de' liefde, de eenzaamheid en het heimwee van de mens in dit woordloze spel of ziet in het gezamenlijk programma van onze vaderlandse TV een onderwerp waaruit wijzelf de conclusies mogen trekken..."
Tien jaar later bij een presentatie van nieuw werk in Galerie Delta op de Oude Binnenweg in Rotterdam oordeelde Bertus Schmidt opnieuw. In het werk van Arie van Geest zat meer diepgang en meer intrige. Fantasie en werkelijkheid waren meer versmolten. Schmidt (1980) vatte samen:  
In ruime interieurs verschenen vreemde kinderfiguren in ouderwetse jurken. Er stonden planten en er lag speelgoed op de grond. Of hij schilderde zichzelf in het atelier. Dieren deelden zijn gezelschap. Ik herinner me een aap of meerdere apen. Taferelen in een surrealistische sfeer, in elk geval werkelijk en onwerkelijk tegelijk. Zelf vindt hij dat een schilderij een wezenlijk onderdeel van zijn emoties moet zijn, tegelijkertijd beseffend dat het bijna altijd een compensatie is ten opzichte van de werkelijkheid.
Maar de realiteit, het alledaagse, dat is de basis. De werkelijke emoties daar komt het vandaan, maar ze worden gefilterd en tegelijkertijd op een theatrale manier aangedikt. En hij zegt: Eén mixture van de sfeer van 'Alice in Wonderland' en de 'Zangen van Maldoror' daar zit ik achteraan, een irreëel sprookje maar dan zonder illusies: De herinnering aan de droom met daarnaast een voorliefde voor het gevoelsmatige. Het zijn uitspraken die zijn kunst iets meer verduidelijken...

## Externe websites
- arievangeest.com, eigen homepage
- Arie van Geest op boijmans.nl/collectie/kunstenaars
- Arie van Geest interview in Puntkomma 13, Rotterdam
- De wereld van de Rotterdamse kunstenaar, 21 - Arie van Geest op ifthenisnow.eu

- Gemeinsame Normdatei: 119403307
- International Standard Name Identifier: 0000 0003 8256 2711
- Library of Congress Control Number: no2017168990
- Nederlandse Thesaurus van Auteursnamen: 071074295
- RKD-Nederlands Instituut voor Kunstgeschiedenis: 30685
- Union List of Artist Names: 500103458
- Virtual International Authority File: 264866718
- WorldCat: E39PBJfRHhw7Mj7BtrgydpxhpP